# Kieran West
Kieran Martin West (ur. 18 września 1977) – brytyjski wioślarz. Złoty medalista olimpijski z Sydney.
Zawody w 2000 były jego pierwszymi igrzyskami olimpijskimi. Medal wywalczył w ósemce. W tej konkurencji zdobył srebro mistrzostw świata w 1999, w czwórce ze sternikiem był pierwszy w 2002 i drugi w 2003.